# Francesc Quer i Selves
Francesc Quer i Selves (Sabadell -1858 - Lisboa, 1953) fou un ceramista català.
Es va formar a diversos tallers vallesans i completà la seva formació amb estades a París, València i a Rio de Janeiro. De nou a Barcelona, va començar la seva trajectòria professional com a director tècnic de la fàbrica Pujols i Bausis d'Esplugues de Llobregat. També treballà com a professor a l'Acadèmia barcelonina de belles arts, on va ensenyar a futurs ceramistes com Josep Llorens Artigas, Josep Aragay i Ricard Crespo. Durant la dècada de 1920 es va arruïnar tot intentant descobrir una nova fórmula per a la cocció del gres, i finalment el 1927 es va establir a Lisboa, on va rebre diversos encàrrecs i va morir el 1933.
El Museu del Disseny de Barcelona conserva una mostra de la seva obra, procedent de l'antic Museu de Ceràmica de Barcelona.